# 克里斯多佛·希夫哲
‪克里斯多佛·希夫哲（挪威語：Kristofer Hivju，1978年12月7日—），是一位挪威男演員。他最为人所知的角色是HBO的電視劇《權力的遊戲》中的托蒙德·巨人剋星（Tormund Giantsbane）一角。希夫哲其他的知名演出包括电影《玩命關頭8》。他的父亲Erik和表亲Isabella Nanty都是演员。

## 外部連結
- 克里斯多佛·希夫哲在互联网电影资料库（IMDb）上的資料（英文）
- 克里斯多佛·希夫哲的Instagram帳戶